# Kupu (Kuusalu)
Kupu is een plaats in de Estlandse gemeente Kuusalu, provincie Harjumaa. De plaats heeft de status van dorp (Estisch: küla).

## Bevolking
Het dorp had 24 inwoners op 31 december 2011 en 42 inwoners op 31 december 2021.

## Ligging
Langs de zuidgrens van het dorp loopt de Põhimaantee 1, de hoofdweg van Tallinn naar Narva.